# Marko Kraljević

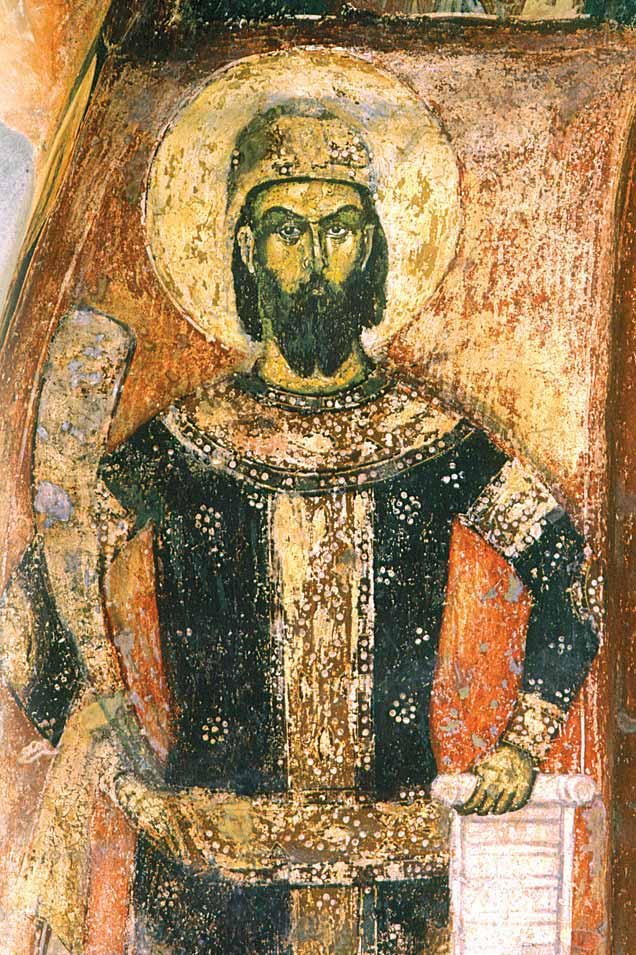
Darstellung in der Demtrius-Kirche in Markova Sušica, Mazedonien

Marko Kraljević, auch Kraljević Marko und (bulgarisch) Krali Marko („Königssohn Marko“), seltener auch Marko Mrnjavčević (* um 1335; † 1394/1395 bei Rovine) war ein serbischer König (1371–1394/95) und Held der südslawischen Volkspoesie.

## Historische Person

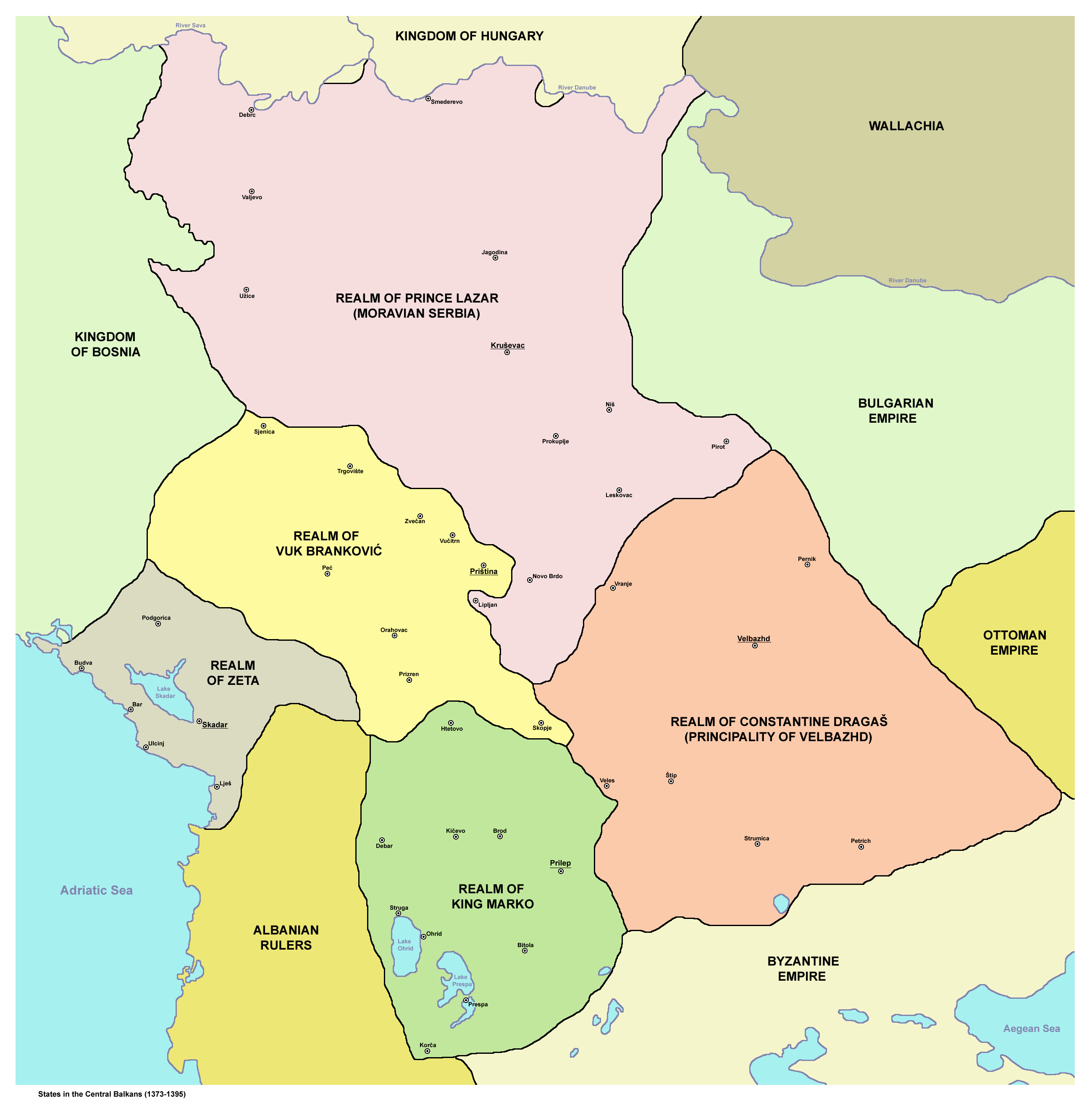
Markos Ländereien (grün)

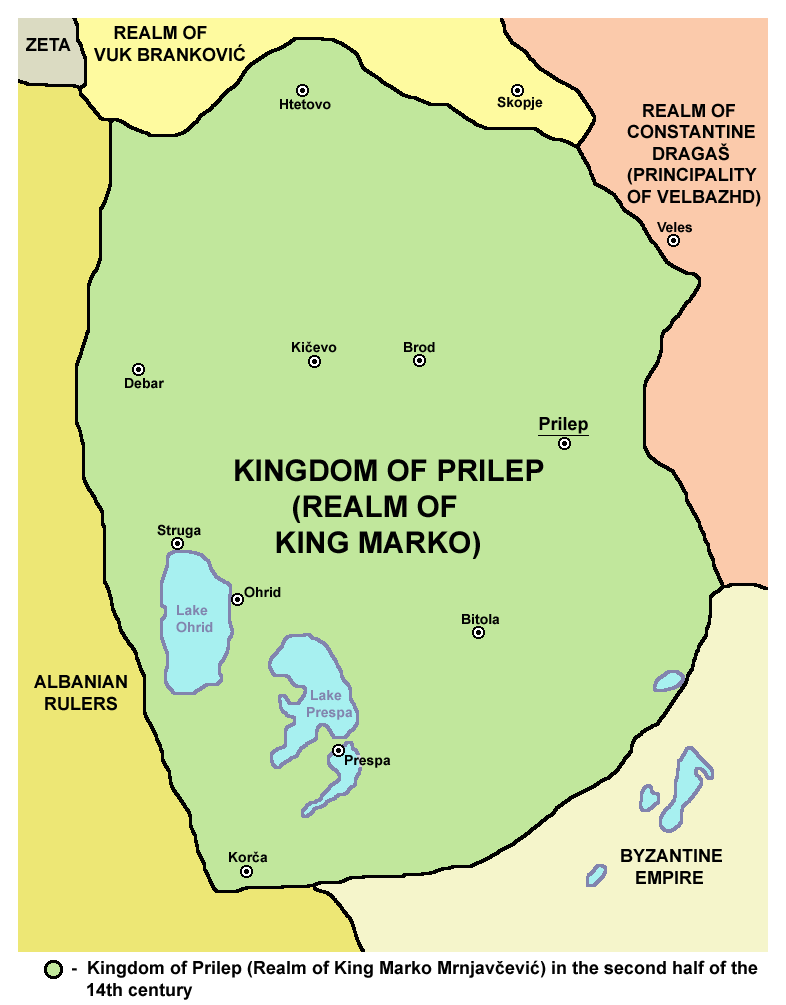
Markos Ländereien

Über die Person Markos ist wenig bekannt. Marko war der älteste Sohn des serbischen Königs (gr. krales) Vukašin Mrnjavčević und der Anca, einer wallachischen Adeligen. Er begleitete seinen Vater 1361 nach Dubrovnik auf eine diplomatische Mission. Eine Notiz aus 1371 erwähnt ihn in Zusammenhang mit einem Angriff auf den benachbarten Župan Nikola Altomanović.
Markos Vater Vukašin führte als Koregent des serbischen Zaren Uroš den Königs-Titel krales. Da Uroš kinderlos war, ernannte Vukašin seinen Sohn Marko zum Kronprinzen. Mit dem Tod Uroš' erlosch die Dynastie der Nemanjiden. Unter den verbliebenen serbischen Herrschern entbrannte ein Streit um die Nachfolge. Die Mrnjavčevićs, die sich als legitime Nachfolger Uroš' betrachteten, besaßen weite Teile des heutigen Mazedonien. Nördlich von ihnen breiteten sich Fürst Lazar Hrebeljanović und sein Schwiegersohn Vuk Branković aus, im Süden herrschte Dušans Halbbruder Simeon Uroš über die griechischen Gebiete des serbischen Reiches.
Nach dem Tode Vukašins und Uglješas bei der Schlacht an der Mariza 1371 scheint sich Marko zum König erhoben zu haben, was auf Münzen und Portraitaufschriften bezeugt ist. Gleichzeitig musste er erhebliche Gebietsverluste hinnehmen: Die Balšićs nahmen ihm Prizren, Vuk Branković Skopje, seine Besitzungen im Pindus wurden ihm von albanischen Anführern strittig gemacht; vermutlich blieb ihm zuletzt nur noch Westmakedonien um Prilep. Wie seine Nachbarn Johannes und Konstantin Dragaš erkannte er die Oberhoheit des osmanischen Sultans an.
Marko war mit Helena, der Tochter des Woiwoden Radoslav Hlapen verheiratet. Zu seinen Stiftungen zählen das Erzengelkloster in Prilep und das Marko-Kloster (Demetrioskirche) in Sušica bei Skopje.
Marko fiel 1394 oder 1395 in der Schlacht bei Rovine als osmanischer Vasall im Kampf gegen den walachischen Wojwoden Mircea den Alten. Sein Territorium wurde von den Osmanen annektiert.
Markos' Geschwister waren Andrijaš, Dimitar und Ivaniš sowie Olivera, Frau von Georg Balšić. Andrijaš und Dimitar erschienen nach dem Tode Markos in Dubrovnik, wo sie eine größere Geldsumme einforderten; sie zogen anschließend nach Ungarn und traten dort in die Dienste des Königs. Ivaniš dürfte 1385 gemeinsam mit Balša II. Balsić in der Schlacht am Voiussa-Fluss gegen die Osmanen gefallen sein.

## Mythos
Kraljević Marko ist eine zentrale Figur in der südslawischen Volkspoesie und wird in Epen besungen. Epensänger begleiten sich traditionell auf Streichlauten, in Serbien auf der Gusle und in Bulgarien auf der Gadulka. Es ist unklar, warum gerade die historisch wenig bedeutende Person Markos zum Gegenstand derartiger Verehrung wurde. Einer in Serbien unpopulären und wenig bekannten Theorie zufolge hatten die Osmanen die Epen um Marko gefördert bzw. verfälscht, um die Betonung der Loyalität zum Osmanischen Reich zu unterstreichen. In den Epen ist Marko der größte Held aller Zeiten, der allein ganze Armeen schlägt, aber dazu verdammt ist, dem türkischen Sultan zu dienen, was Marko mit einer gewissen Ironie und Gleichgültigkeit hinnimmt. Er wehrt sich nicht gegen dieses Schicksal, obwohl er eigentlich das gesamte Osmanische Reich besiegen und sein Volk befreien könnte. Andere weisen darauf hin, dass der Name des Königssohns Marko prägend war und andere epische Personen wie Miloš Vojinović vor der Türkenära oder Stefan Lazarević aufgesogen hatte, deren Namen die einfache Bevölkerung weniger ansprachen. Andere meinen, dass der epische Marko einen Unterhaltungscharakter hatte, in dem sich die Menschen unter der osmanischen Herrschaft, wiederfanden und mit dem sie sich identifizieren konnten, nach dem Motto: „Mit Miloš (Miloš Obilić, der den Sultan Murad I. auf der Amselfeldschlacht getötet haben soll und in serbischen Epen als der edelste und größte Ritter gilt) überlebt man, mit Marko aber lebt man“. Der edle Miloš opfert sich, doch Marko muss weiter (oder möchte lieber) leben. Zwar wünscht sich auch Marko, in die Reihen Miloš' und des Fürsten Lazar zu gelangen, aber irgendetwas kommt immer dazwischen. Es ist dieser Humor der Besiegten, welcher den Epen um Marko ihre Ausstrahlung verleiht.
In der Vita des Despoten Stefan Lazarević beklagt Marko vor der Schlacht von Rovine seine Lage als christlicher Vasall des Sultans und wünscht sich, als einer der ersten in der Schlacht zu fallen, wenn damit der Sieg der Christen gesichert wäre. Bereits in der Musachi-Chronik trägt er legendäre Züge. In einem 1555 von Petar Hektorović aufgezeichneten Gedicht erschlägt er seinen Bruder Andrijaš wegen eines edlen Pferdes, das er als Beute behält.
Die Dichtung des 19. Jahrhunderts beschreibt Marko als Beschützer der Entrechteten und Unterdrückten, der an den Türken Rache übt. Gelegentlich zettelt er Streit an, ist dabei jedoch meist gerecht und lässt sich in seinem Urteil „weder von Vater noch von Onkeln“ beeinflussen (serbisch ni po Ocu ni po stričevima).
Dagegen lässt die Tradition des 17. Jahrhunderts Markos Vater und Onkel, Vukašin und Uglješa, in einem wenig vorteilhaften Licht erscheinen. Dies hängt vermutlich damit zusammen, dass die Mrnjavčevićs in Konflikt mit den höfischen Strukturen der serbischen Kaiserzeit standen: Sie galten als Emporkömmlinge, und nicht alle gönnten ihnen den Anspruch, die Nemanjiden zu beerben, vor allem nicht Fürst Lazar Hrebeljanović, der im Unterschied zu den anderen Fürsten auf die Unterstützung der serbischen Kirche zählen konnte.
In den epischen Dichtungen vereinigt Marko verschiedene Charaktere, die oftmals sehr konträr sind. Das spricht dafür, dass den Dichtungen und Volksliedern verschiedene Vorlagen und Quellen zugrunde lagen. Er kann einerseits brutal und unberechenbar sein, Unschuldige oder Menschen angreifen, die ihn lieben oder ihm helfen, sie verletzen oder gar töten; dann wieder trägt er Züge eines Helden, der an der Ungerechtigkeit in der Welt verzweifelt. Er handelt irrational und äußerst grausam, wenn er der jungen und schönen Schwester seines guten Freundes, des Hauptmanns Leka, um deren Hand er zuvor geworben hatte, die Hände abhackt und Augen aussticht, nachdem sie ihn mit Spott ablehnt, oder wenn er die Mohrenprinzessin tötet, die ihn liebt und aus der Gefangenschaft befreit. Dann wieder ist er ein Ideal an Gerechtigkeit, wenn er den Armen hilft und die Reichen ablehnt, die „Brautsteuer“ der schwarzen Araber abschafft, oder seinem Vater die Zarenkrone nicht zuerkennt (weswegen er vom Vater verflucht wird, den Türken zu dienen). Für seine Gerechtigkeit wird er von Christen und Nichtchristen gleich geachtet. Marko hat Freunde und Blutsbrüder unter vielen Völkern. Er ist der Auserwählte der Feen, denen er seine übermenschliche Stärke verdankt und auf dessen Hilfe er mitunter angewiesen ist. Marko liebt Tiere, er kann mit Tieren reden, ebenso eine Gabe der Feen. Einmal führt er ein monastisches Leben, dann ist er wild und unbeherrscht. Er ist gottesfürchtig, dann jedoch ein Säufer und Trinker, der Streit anfängt – Marko ist dann bekannt für seine Streitlust – und in dem immer jemand umkommt. Er ist groß gewachsen wie sonst niemand, und so stark, dass er im Kampf niemals eine Rüstung braucht. Er trägt sein volles Haar lang und wild, und seine Waffe ist vor allem der Streitkolben. Sein treuester Gefährte ist sein Pferd Šarac (anders als andere Könige oder Helden hat er keinen Schimmel oder Rappen, sondern ein geflecktes Pferd, was seine Verbindung zum einfachen Volk betonen soll), mit dem er tagelang philosophische Gespräche führt. So hat Marko in den Epen zwei Charakterzüge: das christliche, zivilisierte, auf der anderen Seite das archaische, wilde.
Legenden nach lebte Marko 300 Jahre lang. Schließlich teilten ihm Feen mit, dass seine Zeit gekommen sei, woraufhin Marko seine Waffen zerbrach, auf dass seine Waffen niemanden zu dienen mögen, und sein Pferd Šarac tötete, auf dass es niemand sonst dienen mochte. Dann legte er sich auf den Boden und verstarb. Viele Reisende, die an Marko vorbei kamen, glaubten, er schlafe nur, und wagten nicht, den vermeintlich Schlafenden aufzuwecken. Erst ein Mönch vom Athos-Kloster Hilandar erkannte, dass Marko verstorben war, und bestattete ihn. Marko ist in den Legenden nicht wirklich verstorben, vielmehr schläft er, verborgen am Berge Urvina einen tiefen Schlaf, bis zu dem Tag, da den Serben höchste Gefahr droht. Zu jener Zeit werde er aufstehen und die Nation in die Freiheit führen.
Marko ist ikonographisch um 1370 in der Kirche des Demetrius (Marko-Kloster) im Dorf Markova Sušica bei Skopje und in der Kirche des Erzengel-Michael-Klosters in Prilep, Mazedonien, dargestellt.
Ivan Meštrović schuf im Rahmen seines Kosovo-Zyklus eine Skulptur von Kraljević Marko samt seinem Schlachtross.